# Chi Thiên đường
Chi Thiên đường (danh pháp khoa học: Paradisaea L., 1758), gồm bảy loài thuộc họ chim thiên đường. Chi này là chi điển hình của họ Chim thiên đường (Paradisaeidae)
Tất cả loài thuộc chi đều có kích lớn, dị hình giới tính và có lông đuôi cực kì sặc sỡ.

## Các loài thuộc chi
- Paradisaea apoda: Chim thiên đường lớn, Loài điển hình của chi/họ.
- Paradisaea decora: Chim thiên đường Goldie
- Paradisaea guilielmi: Chim thiên đường hoàng đế
- Paradisaea minor: Chim thiên đường nhỏ
- Paradisaea raggiana: Chim thiên đường Raggiana
- Paradisaea rubra: Chim thiên đường đỏ
- Paradisaea rudolphi: Chim thiên đường lam

## Thư viện ảnh

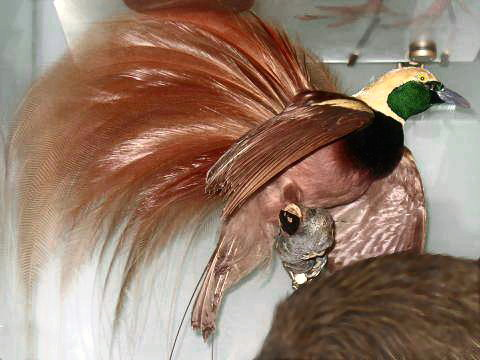
Paradisaea raggiana
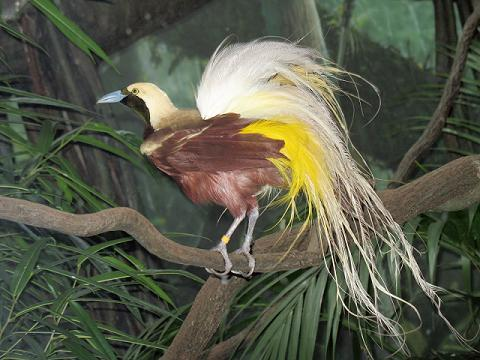
Paradisaea minor
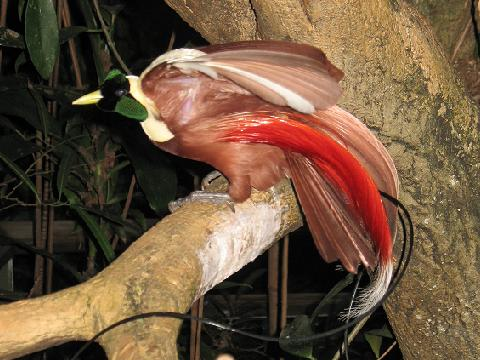
Paradisaea rubra